# Gjenreisningen

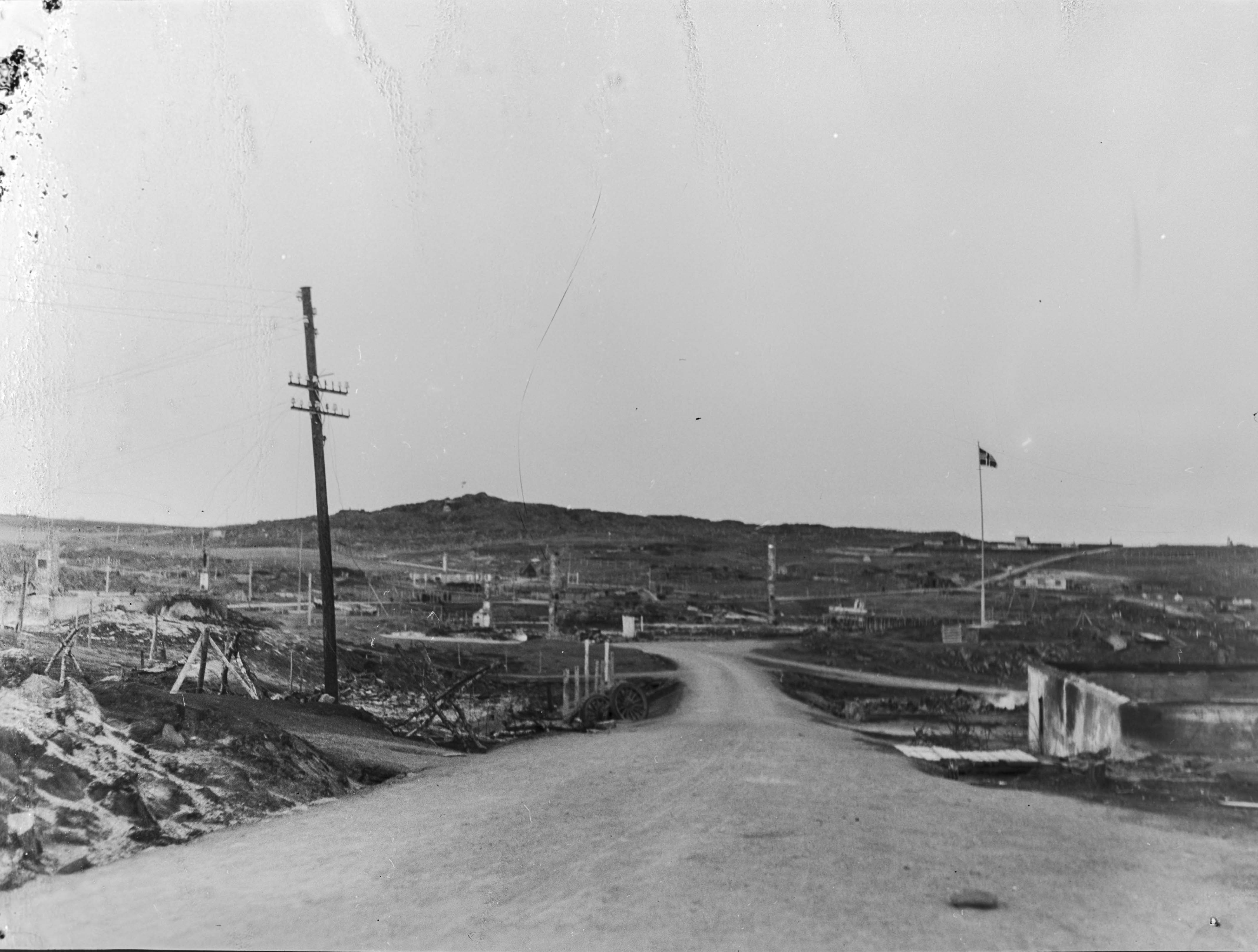
Gamvik

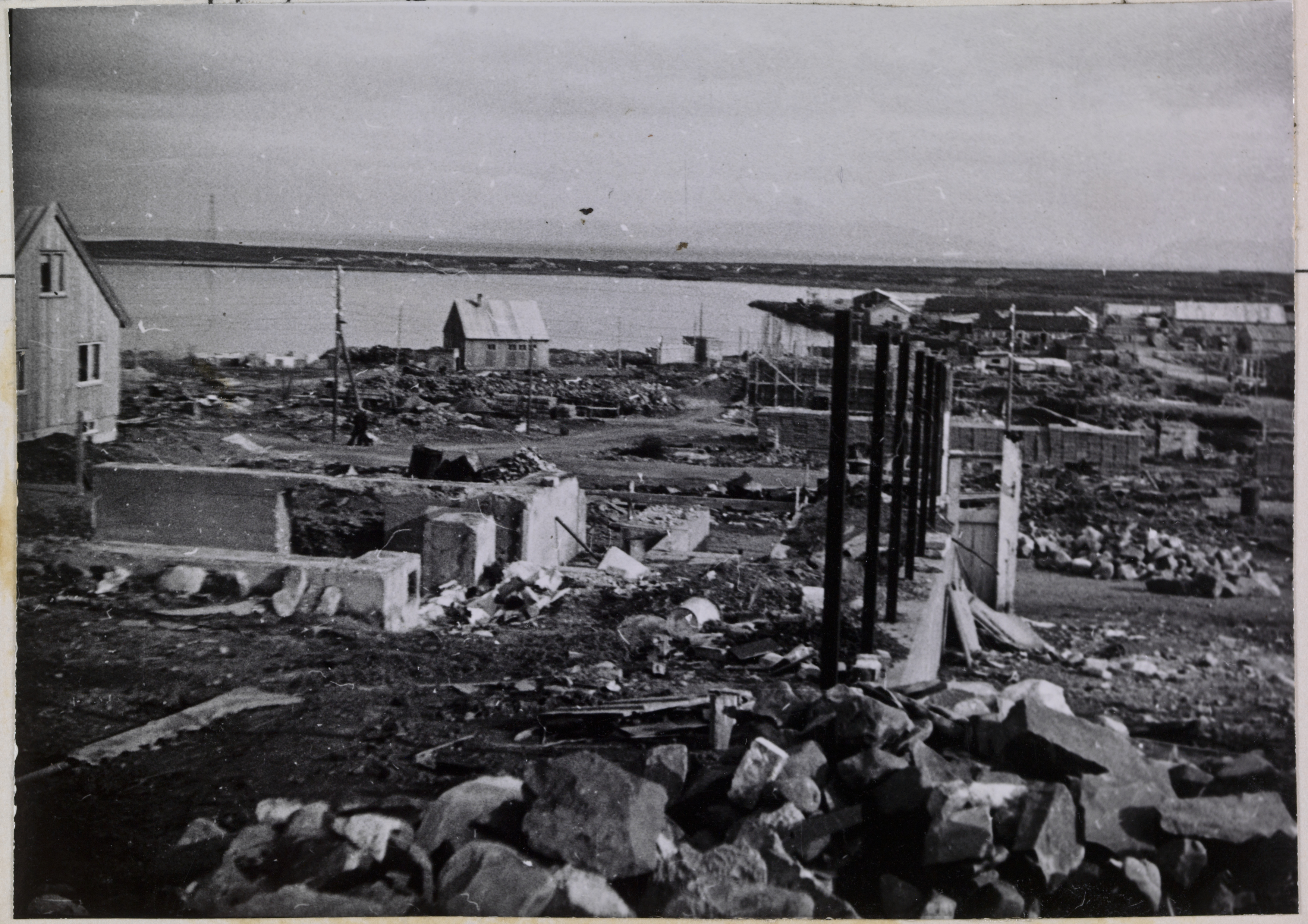
Vadsø mellan 1945 och 1947

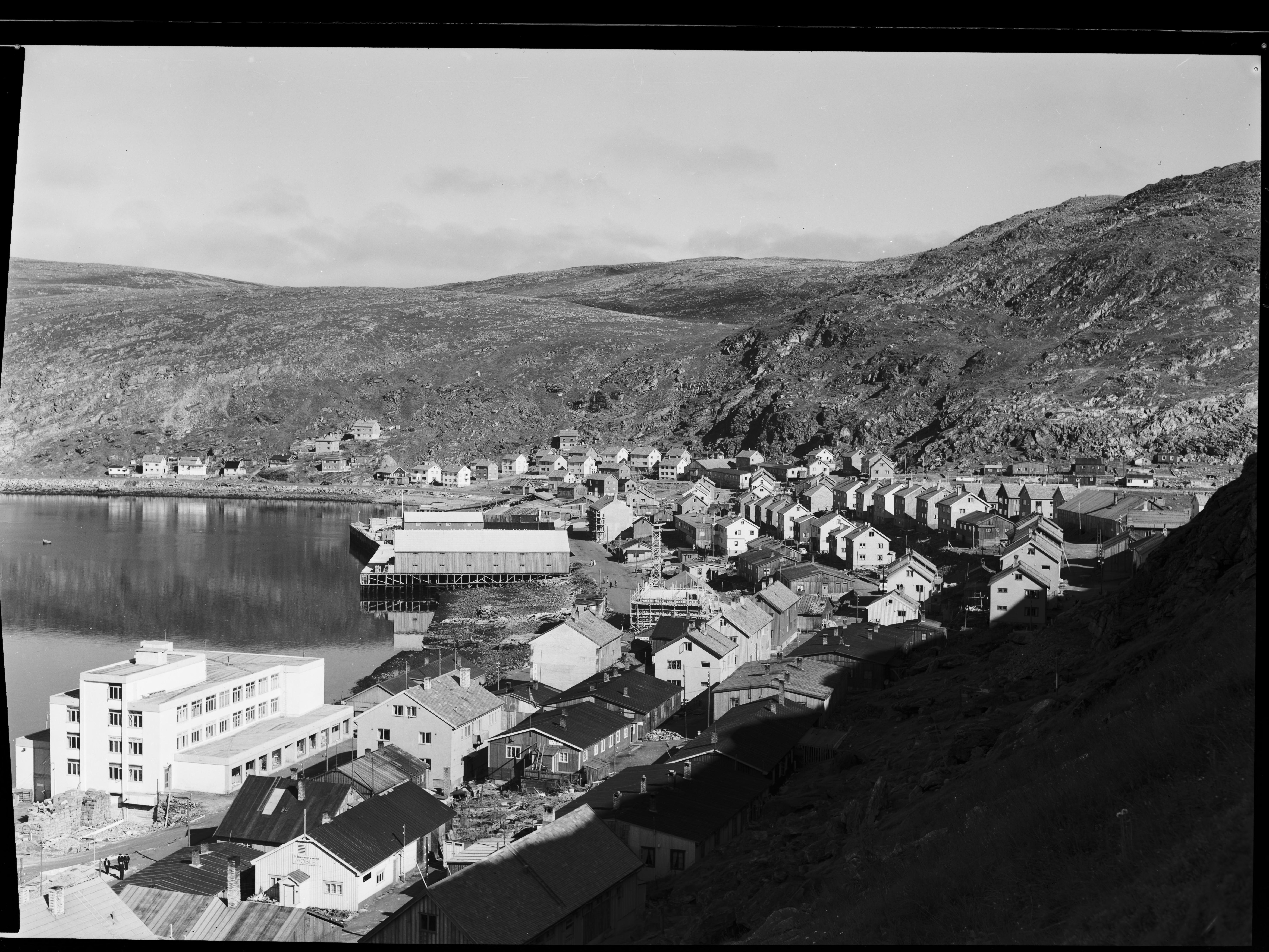
Hammerfest, omkring 1950

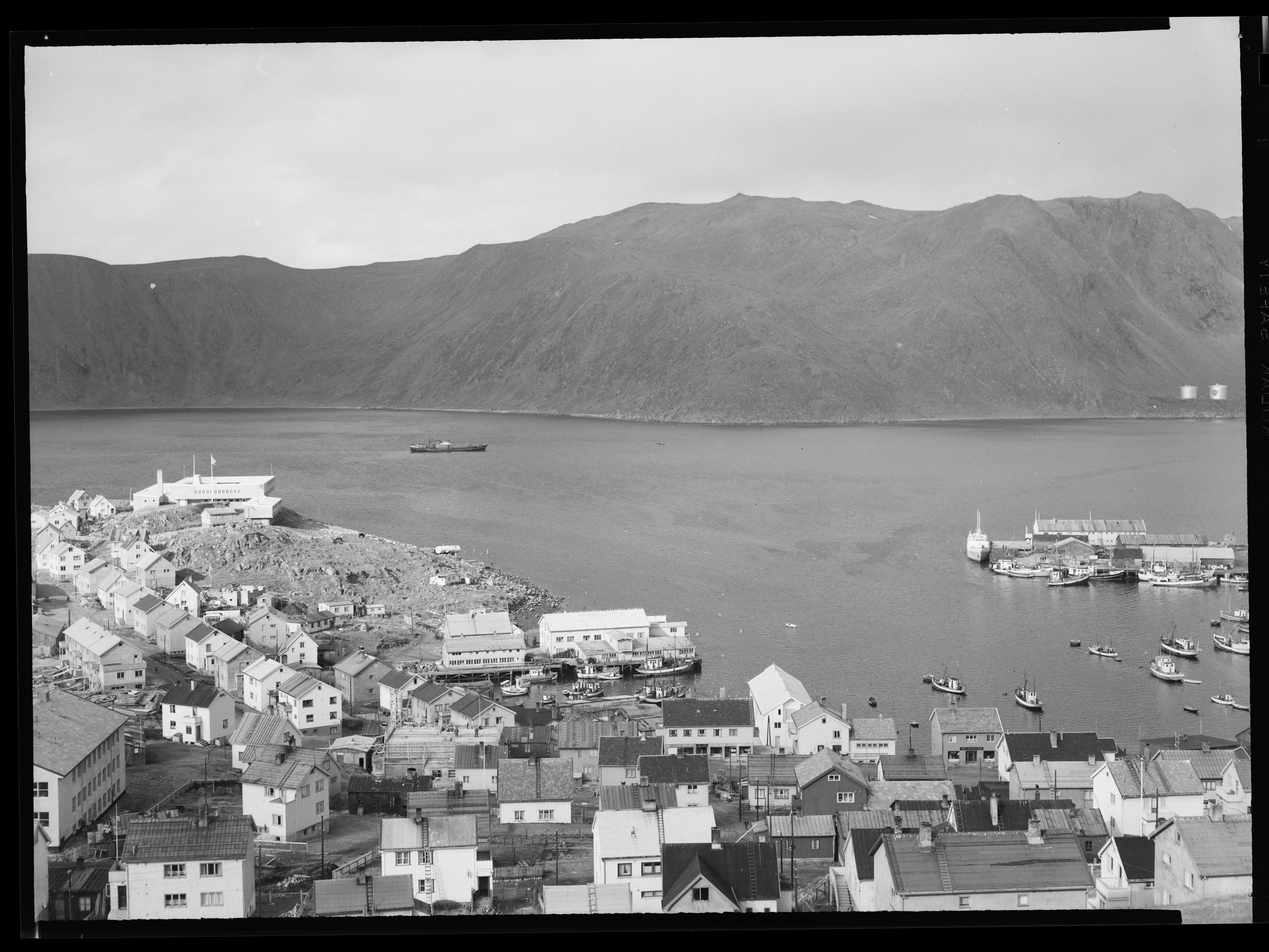
Honningsvåg, 1950-talets första hälft

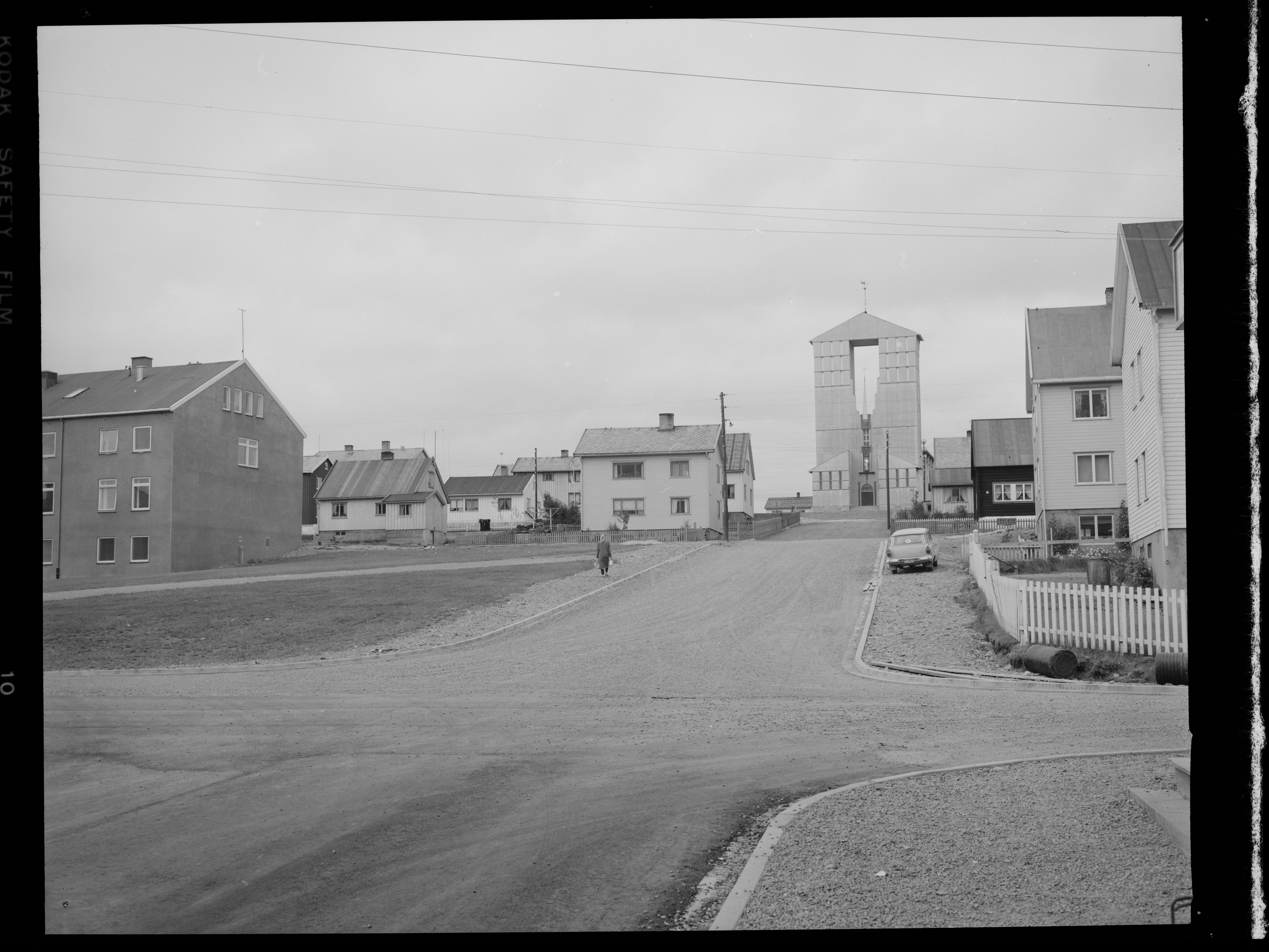
Vadsø, omkring 1958

Gjenreisningen, som är norska och betyder 'Restaureringen', är den norska återuppbyggnaden efter andra världskriget av det nedbrända och utbombade Finnmark fylke och delar av Nord-Troms.

## Omfattning av krigsskadorna
Den tyska armén använde sig av brända jordens taktik under reträtten i Nordnorge, hösten 1944. Dessutom förstördes Kirkenes och delar av östra Finnmark av sovjetiska flygbombningar. Det uppskattas att 11 000 bostadshus för 60 000 människor, 116 skolor, 27 kyrkor, 306 fiskerianläggningar samt 53 hotell och gästgiverier, utöver andra byggnader och konstruktioner, förstördes

## Återuppbyggnad
Efter kriget upprättades den särskilda myndigheten Finnmarkskontoret i Harstad för återuppbyggnaden under Diderich Lund (1888–1986). Den låg under Forsynings- og gjenreisningsdepartementet och Gjenreisningsdirektoratet (senare Boligdirektoratet) i Oslo och hade  drygt 800 anställda, varav omkring 600 satt på sju lokala distriktskontor. 
För återuppbyggnaden utformades ett antal typritningar för bostadshus och uthus, anpassade till landsändan. Från hösten 1945 utlystes arkitekttävlingar om typhus. Före kriget hade det bara funnits en enda privatpraktiserande arkitekt norr om Tromsø, så de flesta deltagande arkitekter kom söderifrån. Det uppskattas att fler än 100 typritningar tillkom för Finnmark och Nord-Troms. Med Gjenreisningsloven från 1946 fastställdes att endast byggnader med godkända ritningar av myndigheterna, fick uppföras. 
Först byggdes tillfälliga bostäder. Från 1946 genomfördes gjenreisningen i en permanent fas. Det skulle byggas fort, billigt och bra, samtidigt som det var knappt med byggnadsarbetare, pengar och byggnadsmaterial. 
Det tog tio år innan antalet bostäder kom upp till nivån före andra världskriget. Finnmarkskontoret avvecklades 1955 och gjenreisningsprojektet avslutades under tidigt 1960-tal.

## Minnen
År 2019 återuppfördes ett bostadshus och ett uthus från gjenreisningstiden från Porsanger på Norsk Folkemuseum i Oslo. Bostadshuset kommer från Olderfjord, på västsiden av Porsangerfjorden.